# 瓊斯波特 (緬因州普查規定居民點)
瓊斯波特（英語：Jonesport）是位於美國緬因州華盛頓縣的一個普查規定居民點。

## 人口
根據2020年美國人口普查的數據，瓊斯波特的面積為5.76平方千米，當中陸地面積為4.13平方千米，而水域面積為1.63平方千米。當地共有人口608人，而人口密度為每平方千米105.56人。